# Tittmannia
Tittmannia es un género con 25 especies descritas de plantas  perteneciente a la familia Bruniaceae.

## Taxonomía
El género fue descrito por Adolphe Theodore Brongniart y publicado en Annales des Sciences Naturelles (Paris) 8: 385. 1826. La especie tipo es: Tittmannia lateriflora

## Especies
| - Tittmannia alsinoides - Tittmannia angustifolia - Tittmannia colemanni - Tittmannia elata - Tittmannia erecta - Tittmannia esterhuyseniae - Tittmannia grandiflora - Tittmannia hirta - Tittmannia hispida - Tittmannia lateriflora - Tittmannia laevis - Tittmannia laxa | - Tittmannia monticola - Tittmannia obovata - Tittmannia oliveri - Tittmannia ovata - Tittmannia pruinosa - Tittmannia pusilla - Tittmannia scabra - Tittmannia scapigera - Tittmannia stachydifolia - Tittmannia subulata - Tittmannia sulcata - Tittmannia trichotoma - Tittmannia viscosa |